# 帶紋扁鱂
帶紋扁鱂，又稱帶紋平頷鱂，為輻鰭魚綱鯉齒目假鰓鱂科的其中一種。

## 分布
本魚分布於非洲賴比瑞亞、獅子山及幾內亞比索的溪流。

## 特徵
本魚雄魚體色為黃棕色，腹部顏色較淺。在光線的反射下，體側會呈現帶藍色的光澤。遍佈於魚體上的金中透綠斑點形成斜狀圖案，側腹部有紅色斑點。成魚的鰭為黃中透綠，有紅色斑點。背鰭和臀鰭後位，背面為藍色，尾鰭為圓形；雌魚體色為黃褐色。體長約9公分。

## 生態
本魚棲息在雨林中小溪或沼澤，喜群游，屬肉食性，以蠕蟲、甲殼動物與昆蟲等為食，魚卵則產於水生植物上。

## 經濟利用
為體色鮮艷的觀賞魚。